# Хроники обыкновенного безумия (фильм)
«Хроники обыкновенного безумия» (чеш. Příběhy obyčejného šílenství) — фильм 2005 года режиссёра Петра Зеленки. Фильм снят по одноимённой пьесе Зеленки «Хроники обыкновенного безумия».

## Сюжет
Действие фильма разворачивается в Чехии в постсоветское время. История начинается в аэропорту, где работает Пётр Ганек (Иван Троян). Постепенно показываются его начальник (Карел Гержманек), бывшая девушка Яна (Зузана Шулайова), которая утверждает, что ищет знакомства с помощью телефонной будки, новый бойфренд Яны и родители Петра. Мать (Нина Дивишкова) занимается благотворительностью, а отец (Мирослав Кробот) — пенсионер, который при коммунизме был диктором и читал новостные хроники. Мать Петра считает, что его отец сходит с ума, ведь не каждый же сумасшедший ведёт себя как сумасшедший. Отец тем временем находит молодую креативную подругу (Петра Люстигова), которая заставляет его прыгать с парашютом и снова читать коммунистические хроники. Пётр отстригает волосы тёте нового бойфренда Яны и тем самым начинается игра судьбы, которая вернёт Петра назад к бывшей девушке.

## В ролях
- Иван Троян — Петр
- Зузана Шулайова — Яна
- Зузана Стивинова — Яна (озвучка)
- Мирослав Кробот — отец Петра
- Нина Дивишкова — мать Петра
- Карел Гержманек — начальник

## Награды
3 награды и 8 номинаций. Получил Главный приз Гильдии кинокритиков XXVII Московского международного кинофестиваля и Премию Дон Кихота в Котбусе (Германия).